# Robert Lang Studios
Robert Lang Studios – amerykańskie studio nagraniowe mieszczące się w Shoreline w stanie Waszyngton, oddalonym dwanaście mil od Seattle. W studiu na przestrzeni lat nagrywało wielu artystów, w tym Alice in Chains, Bush, Candlebox, Foo Fighters i Nirvana.

## Historia
Pod koniec stycznia 1994, zespół Nirvana nagrał w Robert Lang Studios swój ostatni studyjny utwór „You Know You’re Right”. W 1994 członkowie Foo Fighters zarejestrowali w studiu debiutancki album (1995). Na przełomie września i października 1998 zespół Alice in Chains, przy współpracy producenta Toby’ego Wrighta, zarejestrował w studiu dwa premierowe utwory – „Get Born Again” i „Died”, podczas swojej ostatniej sesji z wokalistą Layne’em Staleyem. Przy okazji rejestracji albumu Sonic Highways z 2014, grupa Foo Fighters powróciła do studia.
W 2016 studio zostało przekształcone w akademię dla młodych i aspirujących muzyków.